# 이윤학 (1994년)
이윤학(李允學, 1994년 6월 18일 ~ )은 전 KBO 리그 KIA 타이거즈의 투수이다.

## LG 트윈스시절
2013년에 3라운드 지명을 받아 입단했으나, 1군에 오르지 못했고, 2013년 11월 22일에 열린 2차 드래프트를 통해 KT 위즈의 지명을 받아 이적했다.

## KT 위즈시절
2015년 4월 2경기에 중간계투로 나섰으나 승패 없이 24점대 평균자책점으로 극도로 부진해 더 이상 1군으로 올라오지 못하고 시즌을 마감했으며, 부진한 성적으로 인해 시즌 후 2차 드래프트를 앞두고 보호선수 명단에서 제외됐다.

## KIA 타이거즈시절
2015년 10월 14일 경찰 야구단에 최종 합격해 입대를 앞둔 그는 2015년 11월 27일에 열린 2차 드래프트를 통해 KIA 타이거즈의 지명을 받아 이적하게 됐다.

## 경찰 야구단시절
2015년에 입단하였다.

## KIA 타이거즈복귀
2018년 10월 19일에 방출되었다.

## 출신 학교
- 덕풍초등학교 → 서울묘곡초등학교(하남리틀)
- 배재중학교
- 신일고등학교
- 디지털서울문화예술대학교

## 통산 기록
| 연도 | 팀명  | 평균자책점 | 경기 | 완투 | 완봉 | 승 | 패 | 세 | 홀 | 승률 | 타자 | 이닝 | 피안타 | 피홈런 | 볼넷 | 사구 | 탈삼진 | 실점 | 자책점 |
| ---- | ----- | ---------- | ---- | ---- | ---- | -- | -- | -- | -- | ---- | ---- | ---- | ------ | ------ | ---- | ---- | ------ | ---- | ------ |
| 2015 | KT    | 24.00      | 2    | 0    | 0    | 0  | 0  | 0  | 0  | -    | 20   | 3    | 9      | 2      | 2    | 0    | 4      | 8    | 8      |
| 통산 | 1시즌 | 24.00      | 2    | 0    | 0    | 0  | 0  | 0  | 0  | -    | 20   | 3    | 9      | 2      | 2    | 0    | 4      | 8    | 8      |